# Commando: Steel Disaster
Commando: Steel Disaster je videohra pro Nintendo DS z roku 2008. Byla vytvořena čínským studiem Mana Computer Software. České studio Cinemax hru později vydalo pro evropský trh. Hra připomíná Metal Slug z roku 1996.

## Hratelnost
V každém z 5 levelů se hráč musí probojovat na konec, kde na něj čeká boss. Cestou může sbírat zbraně a munici, ale může nést pouze 2 zbraně najednou, mezi kterými přepíná. Také může nést omezený počet granátů. Také lze sbírat brnění a lékárničky obnovující život. Jsou zde i části, kdy Storm ovládá vozidlo.

## Příběh
Některé vojenské sektory byly napadeny vlastními stroji. V centru těchto útoků mají být teroristé vedení Rattlesnakem. Proto byl vyslán voják známý jako Storm, aby nepřátele zastavil.

## Postavy
- Storm – hlavní hrdina. Je specialista na zvláštní operace a na vozidla, který byl vyslán proti teroristům.
- Jessica – Stormův operativní důstojník. Na začátku každého levelu s ním komunikuje.
- Rattlesnake – vůdce teroristů, který chce ovládnout svět.